# Iglesia de San Jorge el Khader
La Iglesia de San Jorge el Khader es una iglesia en Taybeh a unos veinte kilómetros de Jerusalén, construida según indican los descubrimientos de las paredes y suelos de mosaico, en el siglo quinto o sexto. Destruida por los persas en el año 614, fue reconstruida por los cruzados (siglo XII) como un monasterio fortificado. Perteneció en el siglo XV, a la Iglesia maronita. Esta ahora en ruinas. La iglesia, situada en una pequeña colina llamada El Khader, se compone de tres naves abiertas en una puerta lateral oeste.